# Noční stíhací letoun

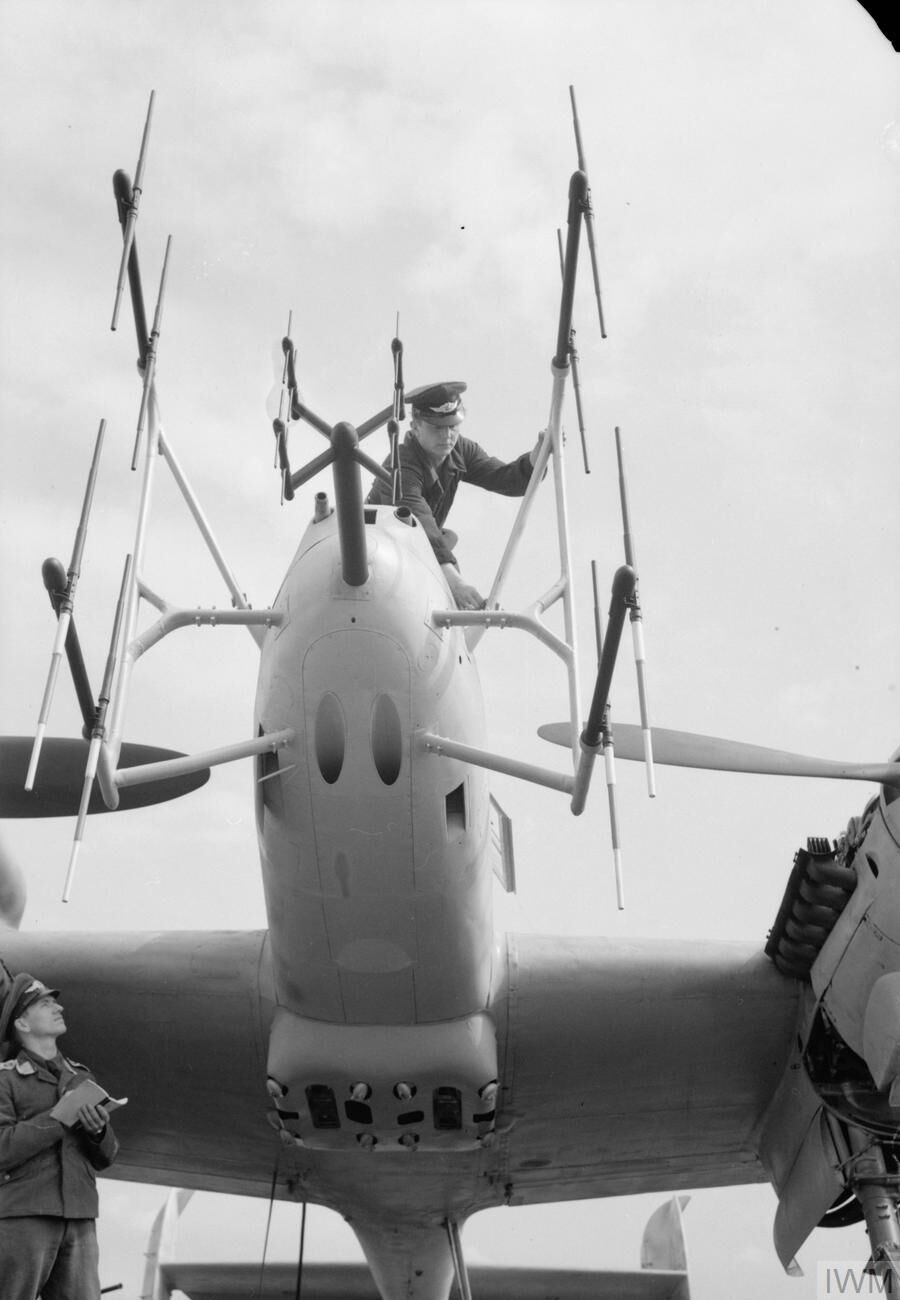
Předek německého nočního stíhače Messerschmitt Bf 110 G-4 vybaveného radary Lichtenstein: anténa radaru krátkého dosahu FuG 202 Lichtenstein B/C nebo FuG 212 Lichtenstein C-1 je uprostřed a mohutnější antény radaru dlouhého dosahu FuG 220 Lichtenstein SN-2 po stranách

Noční stíhací letoun (též stíhací letoun pro každé počasí) je stíhací letoun zkonstruovaný nebo upravený pro operování v noci nebo v jakékoli denní době v případě snížené viditelnosti.
Noční stíhání vzniklo již za první světové války, s nutností bránit se proti nočním náletům protivníka, ovšem většinou k němu byly užívány jen minimálně upravené běžné stroje (například britské B.E.2c či modifikovaný Sopwith Camel nazvaný Sopwith Comic) jejichž posádky se v detekci protivníka musely spolehnout převážně na vlastní zrak a sluch. Za prvního stíhače který dosáhl sestřelu protivníka, vzducholodi německého armádního letectva SL.11, v noci z 2. na 3. září 1916, je považován W. L. Robinson z Royal Flying Corps v letounu typu B.E.2c.
Situace na tomto poli zůstala v principu nezměněna až do počátečních let 2. světové války, kdy vznik a zdokonalování radiolokátorů vedl posléze k vývoji takových typů, které bylo možno nést na palubě letadla. Vzhledem k rozměrům a hmotnosti těchto prvních typů palubních radarů, a složitosti jejich obsluhy, vyžadující pozornost specializovaného člena posádky, se většinou jednalo o dvoumotorové vícemístné stroje; zástupci jsou např. Bristol Beaufighter nebo Messerschmitt Bf 110. Uvedené dva příklady jsou původně denní těžké stíhačky upravené pro noční stíháni dodatečně. Existovaly ale i konstrukce navržené od počátku k nočnímu stíhání: Northrop P-61 Black Widow, Heinkel He-219 Uhu, či Focke-Wulf Ta 154 Moskito). Po skončení druhé světové války dochází v padesátých letech 20. století v souvislosti s vývojem pokročilých elektronických navigačních, detekčních a zaměřovacích systémů k rozšíření úkolů těchto strojů i pro roli protivzdušné obrany ve dne za ztížených povětrnostních podmínek (mlha, nízká oblačnost apod.), za nichž do té doby nebyly ani ofenzívní ani defenzívní letecké operace možné, a většinou i přejmenování této kategorie na stíhací letouny pro každé počasí (angl. all-weather fighter). Příkladem takovéhoto typu stroje byly například Gloster Javelin, SO.450 Vautour IIN, Jakovlev Jak-25 či F-89 Scorpion. 
S dalším rozvojem a rozšířením elektronických přístrojů na stíhacích strojích, a vzrůstající míry automatizace jejich obsluhy došlo ke snížení požadavků na trvalou pozornost samostatného operátora. Tím odpadla nutnost dvojčlenné posádky a postupně tato kategorie strojů v 60. a 70. letech jako samostatný konstrukční typ zanikla. Prakticky došlo ke splynutí se záchytnými stíhači protivzdušné obrany tím, že pokročilé přepadové stíhačky protivzdušné obrany byly standardně vybavovány elektronickým vybavením a díky němu jsou schopny operovat i v noci, nebo za snížené viditelnosti.